# 淡路警察署
淡路警察署（あわじけいさつしょ）は、兵庫県警察が管轄する警察署の一つ。

## 所在地
- 本署
  - 兵庫県淡路市岩屋2942番地24
- 津名西分庁舎
  - 淡路市郡家86番地4

## 管轄区域
- 淡路市

## 沿革
- 2006年（平成18年）4月1日 - 岩屋警察署・津名西警察署を統合して淡路警察署が発足、旧岩屋警察署を本庁舎とし、旧津名西警察署は津名西警部派出所となる[1]。旧五色町は洲本警察署の管轄となる[1]。岩屋警察署の管轄区域は旧淡路町・旧北淡町・旧東浦町の区域、津名西警察署の管轄区域は旧一宮町・旧津名町・旧五色町の区域であった[2]。
- 2021年（令和3年）3月22日 - 津名西警部派出所・津名警部派出所を廃止。津名西警部派出所は淡路警察署津名西分庁舎となり、津名警部派出所は併設されていた志筑交番として残る[3]。

## 交番
- 岩屋交番 - 淡路市岩屋925-29
- 仮屋交番 - 淡路市久留麻1724-4
- 浦交番 - 淡路市浦1042-8
- 育波交番 - 淡路市育波508-1
- 富島交番 - 淡路市富島932-2
- 尾崎交番 - 淡路市尾崎4361-3
- 江井交番 - 淡路市江井2278-5
- 志筑交番 - 淡路市志筑3112-17

## 駐在所
- 野島駐在所 - 淡路市野島蟇浦655-4
- 山田駐在所 - 淡路市高山421
- 大町駐在所 - 淡路市大町上482-1
- 中田駐在所 - 淡路市中田2955-7
- 塩田駐在所 - 淡路市下司1204-1
- 生穂駐在所 - 淡路市生穂2294-1
- 佐野駐在所 - 淡路市佐野854-1

## 廃止された交番等
- 津名西警部派出所（淡路市郡家86番地4） - 2021年3月22日廃止。
- 津名警部派出所（淡路市志筑3112番地17） - 2021年3月22日廃止。

## アクセス
- 淡路交通 鵜崎バス停から北へ約300m
- 岩屋港から南へ約1.6km